# صيرورة
الصيرورة هو مفهوم فلسفي يتعلق في علم الفلسفة بالمفاهيم الوجودية، وهي مختلفة عن الفلسفة العملية عموماً، كما أن مفهومها مختلف عن الصيرورة في الدراسات ذات الصلة بعلم اللاهوت. فمفهوم الصيرورة في علم الفلسفة مرتبط باتجاهين اخرين هما: تعاقب الأحداث والنشوء. وأنها نهج أو حالة تعبر عن وجود الحدث والاتجاه حول الوقت والمسافة.

## التاريخ
نشأ مصطلح الصيرورة في شرق اليونان القديمة، في القرن السادس ق.م. فقد كان الفيلسوف اليوناني هرقليطس هو أول من أشار إلى هذا المفهوم بقوله: «لا شيء في هذا العالم ثابت عدا التغيير». وقد تحدث بإسهاب حولها في أطروحة له أسماها «على الطبيعة»، والذي يذكر فيها العبارة التي أصبحت مثلاً شهيراً «كل شيء في حالة جريان، لا شيء يبقى على حاله» معتبراً بذلك أن الصيرورة أساس الوجود، وأساس كل التغيرات التي تحدث في الطبيعة، وانه لا وجود بلا تطور -أي لا كينونة بلا صيرورة، وانه لا تطور بلا وجود -أي لا صيرورة بلا كينونة أولى.
وهو مذهب يناقض بشكل كامل نظرية إيمبيدوكليس الذي يعتقد مثله مثل العلماء الأيونيين والذريين الإغريق أن (تغييرات الوجود والصيرورة) التي نتصورها ماهي إلا مخادعة، وأن هناك محض من الكمال المثالي وراء الطبيعة الخالدة والتي هي الحقيقة في نهاية المطاف، وأنه لا يمكن أن يتحول الوجود إلى لا-وجود، والعكس. لذلك لم يعتبر الصيرورة، والحركة، هي الوجود، وأن الموت التام أو الفناء هو أمر غير ممكن.

## الصيرورة عند الفلاسفة
بعد بوقت قصير تبع ليوكيبوس هرقليطس وهو أستاذه وتحدث عن الصيرورة كما تحدث عنها هرقليطس. وكان الفيلسوف الألماني نيتشه يرى أن هرقليطس سيبقى محقاً إلى الأبد رغم تأكيده بأن كينونة هي خيال فارغ". وقد طور نيتشه الرؤية إلى عالم تسوده الفوضى ويعيش في تغير دائم وصيرورة لا تنتج كينونات ثابتة.

## اقرأ أيضاً
- الكينونة
- السيرورة